# Gobiusculus flavescens
A Gobiusculus flavescens a csontos halak (Osteichthyes) főosztályának a sugarasúszójú halak (Actinopterygii) osztályába, ezen belül a sügéralakúak (Perciformes) rendjébe, a gébfélék (Gobiidae) családjába és a Gobiinae alcsaládjába tartozó faj.
Nemének egyetlen faja.

## Előfordulása
A Gobiusculus flavescens előfordulási területe az Atlanti-óceán északkeleti részén van. A Norvég-tengerben a Feröertől Norvégiáig található meg. A Balti-tenger nyugati felétől Spanyolországig is fellelhető, azonban az elterjedési területe az északi-tengeri szakasznál megszakad, tehát ebben a tengerben nem fordul elő. Újabban Észtország partjainál is észrevették. A szicíliai és az adriai-tengeri észlelései még nincsenek bebizonyítva.

## Megjelenése
Ez a gébféle legfeljebb 6 centiméter hosszú. A hal farokúszó tövének mindkét oldalán, egy-egy fekete folt látható. A hímeknél a mellúszók mögött is van egy-egy fekete folt.

## Életmódja
Mérsékelt övi és tengeri hal. Rajokban él a Laminaria és a tengerifű (Zostera) mezőkön, ahol kisebb rákokra, például evezőlábú rákokra (Copepoda), felemáslábú rákokra (Amphipoda) és hasadtlábú rákokra (Mysida), valamint nyílférgekre (Chaetognatha) vadászik.
Legfeljebb 2 évig él.

## Szaporodása
A körtealakú ikrái 1 milliméter hosszúak és ragadósak. A tengerifűre és egyéb vízinövényzetre ragadnak. 10 nap után kikel a 2,5 milliméter hosszú ivadék, amely életének első szakaszát a nyílttengeren tölti.

## Felhasználása
A Gobiusculus flavescensnak nincs ipari mértékű halászata.